# Ortodoxia în America (cronologie)
Notă: Acest articol conține text preluat de la ro.orthodoxwiki.org (articolul respectiv și lista de autori). Toate materialele OrthodoxWiki intră automat sub dubla licență GDFL-Creative Commons.

Aceasta este o cronologie a istoriei crestinatatii ortodoxe in America

## Misiuni și vizite de început (530-1900)
- 530 Sfântul Brendan Călătorul debarcă în Newfoundland, Canada, înființând o comunitate cu viață scurtă de călugări irlandezi}}.Citare goală (ajutor)
- 1741 Sfânta Liturghie este celebrată pe o navă rusească lângă coasta Alaskăi.
- 1767 O comunitate de ortodocși greci se stabilește în New Smyrna, Florida.
- 1794 Pe Insula Kodiak ajung misionari, printre care și Gherman din Alaska, aducând ortodoxia în Alaska rusă.
- 1796 Mucenicia lui Iuvenalie din Alaska.
- 1799 Ioasaf (Bolotov) este hirotonit în Irkutsk ca primul episcop pentru Alaska, dar moare într-un naufragiu în timpul reîntoarcerii sale.
- 1816 Mucenicia lui Petru Aleutinul lângă San Francisco.
- 1817 Se înființează clonia rusă Fort Ross la 100 de km de San Francisco.
- 1824 Părintele John Veniaminov sosește în Unalaska, Alaska.
- 1825 Primul preot băștinaș, Iacov Netsvetov.
- 1834 Părintele John Veniaminov se mută în Sitka, Alaska; Liturghia și catehizarea sunt traduse în aleutină.
- 1836 Ukazul imperial privind educația locuitprilor din Alaskaemis de Țarul Nicolae I care prevede că studenții trebuie să devină membri credincioși ai Bisericii Ortodoxe, loiali țarului și cetățeni loiali; Părintele John Veniaminov se reîntoarce în Rusia.
- 1837 Adormirea lui Gherman din Alaska în Insula Spruce.
- 1840 Hirotonire Părintelui Ioan Veniaminov ca episcop sub numele de Inochentie.
- 1841 Întoarcerea lui Inochentie de Alaska la Sitka; vânzarea proprietăților de la Fort Ross către un cetățean american; se înființează școala pastorală din Sitka.
- 1844 Înființarea seminarului din Sitka.
- 1848 Sfințirea Catedralei Sfântul Mihail din Sitka.
- 1850 Sediul episcopal din Alaska și seminarul se mută în Yakutsk, Russia.
- 1858 Petru (Sisacof) este hirotonit episcop vicar de Alaska cu sediul principal al lui Inochentie mutat la Yakuțk.
- 1864 Este înființată prima parohie de pe teritoriul Statelor Unite, Biserica Sfânta Treime, în New Orleans, Louisiana, de greci.
- 1867 Alaska este cumpărată de Statele Unite de la Rusia; Episcopul Pavel (Popov) îi succede Episcopului Petru.
- 1868 Este înființată prima parohie rusească pe teritoriul Statelor Unite, la San Francisco, California; Inochentie de Alaska devine Mitropolit de Moscova.
- 1870 Este înființată Eparhia Insulelor Aleutine și Alaskăi de către Biserica Ortodoxă Rusă cu Episcopul Ioan (Mitropolschi) episcop eparhial.
- 1872 Scaunul eparhiei aleutinelor se mută la San Francisco, plasându-se astfel în afara granițelor stabilite ale eparhiei (adică Alaska).
- 1876 Episcopul Ioan (Mitropolschi) este rechemat în Rusia.
- 1879 Episcopul Nestor (Zass) îi succede lui Ioan (Metropolschi).
- 1882 Episcopul Nestor (Zass) se îneacă în Marea Bering.
- 1888 Episcopul Vladimir (Socolovschi) devine Episcop al Aleutinelor și al Alaskăi.
- 1890-1914 Imigrația greacă în SUA:șomajul pe scară largă și probleme economice fac ca peste 350,000 de greci să emigreze în Statele Unite, o cincime din populația totală.
- 1891 Părintele Alexis Toth, un preot unit cere printr-o petiție să fie primit, împreună cu parohia sa din Minneapolis în Biserica Rusiei; Episcopul Nicolae (Adoratschi) este numit Episcop de Alaska, dar este mutat înainte de a-și lua postul în primire; Nicolaes (Ziorov) devine episcop eparhial al eparhiei de Alaska.
- 1892 Părintele Alexis Toth, împreună cu parohia sa din Minneapolis, este primit în Biserica Rusiei; alte parohii unite carpato-ruse din Illinois, Connecticut și câteva din Pennsylvania îi urmează exemplul curând; prima parohie sârbă este înființată în Jackson, California; este înființată, în New York, parohia ortodoxă greacă Sfânta treime; Părintele Sebastian Dabovici este prima persoană născută în America hirotonită; Arhimandritul Rafael (Hawaweeny) sosește în America.
- 1895 Părintele Rafael de Brooklyn înființează prima parohie siriană în Brooklyn, New York; are loc prima conferință a clericilor, în Wilkes-Barre, Pennsylvania.
- 1896 Episcopul Nicolaes (Ziorov) prezintă  Sfântului Sinod al Bisericii Rusiei faptul că "pomenirea Țarului și a Familiei Regale în timpul slujbelor aduce spaimă lămurită și teamă printre ortodocșii din America care nu au o origine rusească"; Alexander Hotovițchi este numit rector în New York.
- 1898 Episcopul Nicolae (Ziorov) se reîntoarce în Rusia; Tihon Belavin devine Episcop al Aleutinelor și Alaskăi.

## După Alaska (1900-1918)
- 1900 Se schimbă numele eparhiei misionare ruse din Insulele Aleutine și Aaska în Insulele Aleutine și America de Nord, afirmându-se astfel extinderea granițelor teritoriului.
- 1901 Prima biserică ortodoxă în Canada, în Vostok, Alberta.
- 1902 Construcția Catedralei Sfântul Nicolae în New York.
- 1904 Rafael (Hawaweeny) este hirotonit Episcop de Brooklyn, devenind primul episcop ortodox hirotonit în America; Innocent (Pustinschi) este hirotonit Episcop de Alaska; este fondată prima parohie românească din Cleveland, Ohio.
- 1905 Este înființată Mănăstirea Ortodoxă Sfântul Tihon (South Canaan, Pennsylvania); Episcopul Tihon Belavin este ridicat a rangul de arhiepiscop; se deschide un seminar în Minneapolis; sediul eparhiei ruse este transferat la New York; Părintele Sebastian Dabovici este ridicat la rangul de arhimandrit și primește în grijă parohiile sârbe, de la Tihon.
- 1906 Sfântul Sinod al Rusiei confirmă obiceiul de a-l pomeni pe președintele american după nume și nu pe Țarul Rusiei, în timpul slujbelor religioase; ierarhii Tihon, Rafael și Inochentie  binecuvintează  Mănăstirea Ortodoxă Sfântul Tihon; traducerea Cărții Slujbelor de către Isabel Hapgood.
- 1907 Se ține în Mayfield, PA, Primul Sobor al Tuturor Americanilor la care numele misiunii ruse este declarat Biserica Ortodoxă Greco-Catolică Rusă în America de Nord sub Autoritatea Ierarhică a Bisericii Rusiei; Arhiepiscopul Tihon (Belavin) se întoarce în Rusia și este succedat de Platon (Rozhdestvensky); Episcopul Unit Ștefan Ortinschi este trimis în SUA de către Roma pentru a oprii valul reîntoarcerii uniților la ortodoxie; este emisă bula papală Ea Semper, prin care toți preoții uniți din SUA sunt obligați la celibat; prima sărbătorire a Duminicii Ortodoxiei în New York; prima parohie bulgară este înființată în Madison, Illinois.
- 1908 Constantinopolul acordă administrarea temporară a parohiilor grecești americane Greciei; prima parohie albaneză în Boston.
- 1909 Episcopul Inochentie (Pustinschi) este transferat în Rusia și este succedat de Alexandru (Nemolovschi) ca Episcop de Alaska; adormirea Părintelui Alexis Toth.
- 1911 Seminarul din Minneapolis este transferat la Tenafly, New Jersey.
- 1913 Clerul sârb intră în Biserica Ortodoxă Sârbă.
- 1914 Arhiepiscopul Platon (Rozdestvenschi) este rechemat în Rusia și numit Episcop de Chișinău, după ce în timpul mandatului său a primit 72 de parohii (majoritatea ex-unite carpato-ruse) înapoi la ortodoxie; Mitropolitul Antiohian Gherman (Shehadi) de Zahle vine în SUA pentru organizarea parohiilor, dar fără aprobarea sinodului său.
- 1915 Adormirea Sfântului Rafael de Brooklyn; Arhiepiscopul Evdochim (Mescherschi) îi succede lui Platon; prima mănăstire de măicuțe din Springfield, Vermont.
- 1916 Hirotonirea lui Filip (Stavitschi) de Sitka; Alexandru (Nemolovschi) este numit Episcop de Canada cu sediul în Winnipeg; Gherman (Shehadi) organizează Sfânta Misiune Catolică Greacă Ortodoxă Siriană din America de Nord și începe construcția Catedralei Sfânta Maria din Brooklyn, New York.
- 1917 Preotul unit Alexandru Dzubai este hirotonit cu numele de Ștefan ca Episcop de Pittsburgh; Arhimandritul Aftimios (Ofiesh) este hirotonit Episcop de Brooklyn; Arhiepiscopul Tihon (Belavin) este ales Patriarh de Moscova și al Întregii Rusii la Sinodul Tuturor Rușilor din 1917-1918.

## Revoluție și rivalitate (1918-1943)
- 1918 Revoluția bolșevică aruncă Biserica Ortodoxă Rusă în haos, dând peste cap efectiv tânăra misiune rusă din America; Constantinopolul anulează transferul temporar al parohiilor grecești din SUA către Grecia.
- 1919 Sinodul Bisericii Sudice se întâlnește în Stavropol și la care este înființat Conducerea Administrației Bisericii; al II-lea Sobor al Tuturor Americanilor se întâlnește în Cleveland, unde sunt aleși eiscopii românilor și albanezilor; se așteaptă aprobarea Moscovei (care nu va veni niciodată); Gherman (Shehadi) îi primește pe ucrainenii din Canada.
- 1920 Tihon de Moscova emite Ukazul nr 362; prima întâlnire Conducerea Administrației Bisericii în afara granițelor Rusiei.
- 1921 34 de episcopi ROCOR se întâlnesc în sinod în Karlovtsy, Serbia, inclusiv Mitropolitul Platon (Rozdestvenschi, întâistătător al Mitropoliei Rusiei.
- 1922 Biserica Ortodoxă a Greciei a transferat controlul propriilor parohii din SUA către Patriarhia Ecumenică; se înființează Arhiepiscopia Ortodoxă Greacă din America; Mitropolia Rusă ține Al III-lea Sobor al Tuturor Americanilor în Pittsburgh, Pennsylvania.
- 1924 4th Al IV-lea Sobor al Tuturor Americanilor al Mitropoliei votează pentru "auto-guvernare temporară," rupând astfel legăturile administrative cu Moscova; Victor (Abo-Assaley) este hirotonit primul arhiepiscop antiohian de New York și toată America de Nord; Ștefan (Dzubai) se reîntoarce la uniți; ucrainenii din Canada intră în Biserica Ortodoxă Autocefală Ucraineană.
- 1926 Mitropolitul Platon (Rozdestvenschi) rupe legăturile cu Sinodul ROCOR.
- 1927 Sinodul ROCOR trimite epistole parohiilor americane prin care îl suspendă pe Platon și clerul său; Mitropolia Rusă fondează Biserica Catolică Ortodoxă Americană sub păstorirea lui Aftimios Ofiesh; este fondată organizația Cluburile Ortodoxe Ruse Federale (FROC) în Pittsburgh; este hirotonit Emmanuel (Abo-Hatab).
- 1928 Este înființată eparhia ucraineană; hirotonirea lui Sofronie (Beshara).
- 1929 Este înființat  Episcopatul Otodox Român.
- 1930 Emmanuel (Abo-Hatab) părăsește AOCC și se reîntoarce la Mitropolie, reînființând eparhia de Brooklyn.
- 1931 Atenagora (Spyrou) devine întâistătător al Arhiepiscopiei Grecești.
- 1932 Hirotonirea lui Iosif (Zuk) și Ignatie (Nichols) (primii episcopi americani convertiți).
- 1933 Platon (Rozdestvenschi) refuză să promită loialitate Moscovei, care declară Mitropolia ca fiind în schismă și înființează Exarhatul Moscovei de pe pământ american; căsătoria lui Aftimios Ofiesh; adormirea lui Emmanuel (Abo-Hatab); Platon acordă eliberare canonică parohiilor siriene rămase în Mitropolie să se alăture Antiohiei; Ghermanos (Shehadi) se reîntoarce în Liban; Hirotonirea lui Leontie (Turchevici); căsătoria și apostazia lui Ignatie (Nichols) (întâi cu Biserica Vie și apoi independent).
- 1934 Adormirea lui Platon (Rozdestvenschi); Teofil (Pașcovschi) de San Francisco este ale întâistătător al Mitropoliei la Al V-lea Sobor al Tuturor Americanilor din Cleveland, Ohio; adormirea lui Sofronie (Beshara); adormirea lui Gherman (Shehadi) în Liban.
- 1935 Se semnează "Regulamentul Temporar al Bisericiii Ruse din Afara Rusiei" de sinodul ROCOR întrunit în Karlovtsy, Serbia, inclusiv de către Teofil (Pașcovschi) al Mitropoliei, reînnoindu-se astfel legăturile; ROCOR se împarte în patru regiuni, inclusiv America de Nord cu Teofil ca întâistătător al acelei regiuni.
- 1936 Antonie (Bașir) este hirotonit pe seama Arhiepiscopiei Creștină Ortodoxă Antiohiană; în aceeași zi (19 aprilie), trei episcopi ai Mitropoliei îl hirotonesc pe rivalul Samuel (David) pentru sirieni, astfel contribuind la adâncirea schismei dintre credincioșii antiohieni din SUA (ruptura "Russi-Antaaki").
- 1937 Al VI-lea Sobor al Tuturor Americanilor al Mitropoliei se declară subordonați ROCOR în probleme de credință; este înființată Școala de Teologie Sfânta Cruce în Pomfret, Connecticut; se înființează eparhia ucraineană sub autoritatea  Constantinopolului.
- 1938 sunt înființate Seminarul Teologic Ortodox Sfântul Vladimir (Crestwood, New York) și Seminarul Teologic Ortodox Sfântul Tihon (South Canaan, Pennsylvania); Mitropolitul Samuel (David) de Toledo este excomunicat de către Biserica Ortodoxă a Antiohiei pentru nesupunere la dispoziții canonice; este înființată Eparhia Carpato-Rusă sub autoritatea  Constantinopolului odată cu al doilea val de uniți care se întorc la ortodoxie.
- 1939 Hirotonirea lui Alexander Turner de către Ignatie (Nichols).
- 1941 Biserica Ortodoxă a Antiohiei reia comuniunea cu Samuel (David) de Toledo și îi redenumește eparhia Arhiepiscopia Ortodoxă Antiohiană de Toledo și Împrejurimi.

## Apropierea ortodoxiei americane (1943-1970)
- 1943 Înființarea Jurisdicțiile Principale Catolice Grecești Ortodoxe Federalizate din America, un ansamblu ante-SCOBA.
- 1946 Al VII-lea Sobor al Tuturor Americanilor al Mitropoliei Ruse rupe legăturile cu ROCOR; Școala de Teologie Ortodoxă Greacă Sfânta Cruce se mută în Brookline, Massachusetts.
- 1947 Adormirea lui Ignatie (Nichols).
- 1950 ROCOR își mută sediul în New York; Leonty (Turchevitci) devine întâistătător al Mitropoliei la Al VIII-lea Sobor al Tuturor Americanilor care are loc în New York City.
- 1951 Michael (Konstantinides) devie capul GOA; se înființează eparhia română independentă; Părintele Alexander Schmemann sosește în Statele Unite din Paris, preluându-și atribuțiile de profesor la Seminarul Teologic Ortodox Sfântul Vladimir (Crestwood, New York).
- 1954 Recunoașterea arhiepiscopiei de Toledo de către Biserica Ortodoxă a Antiohiei.
- 1955 Este înființat Sinodul Bisericilor Ortodoxe Răsăritene din Central Massachusetts; Al IX-lea Sobor al Tuturor Americanilor al Mitropoliei se ține în New York City.
- 1958 Adormirea lui Samuel (David) de Toledo; Societatea Preoților de Mir Sfântul Vasile este primită în Arhiepiscopia Antiohiană de New York, înființându-se astfel Vicariatul Antiohian de Rit Apusean.
- 1959 Al X-lea Sobor al Tuturor Americanilor al Mitropoliei are loc în New York City.
- 1960 Este înființată Conferința Permanență a Episcopilor Ortodocși Canonici din Americi (SCOBA); Episcopatul Ortodox Român este primit în Mitropolie.
- 1961 Hirotonirea lui Michael (Shaheen) de Toledo.
- 1962 Arhiepiscopia Antiohiană de Toledo este recunoscută de Biserica Ortodoxă a Antiohiei ca egală cu arhiepiscopia de New York.
- 1963 Este înființată eparhia autonomă sârbă; Al XI-lea Sobor al Tuturor Americanilor are loc în New York City; începe reapropierea dintre Mitropolie și Patriarhia Moscovei; se argumentează că declarația Mitropoliei din 1924 "auto-guvernare temporară" se ridică la nivelul unei declarații canonice de autocefalie, iar publicarea lucrării Spre o Biserică Ortodoxă Americană de către profesorul Alexander Bogolepov de la Sfântul Vladimir, accelerează căutarea autocefaliei de către Mitropolie.
- 1964 Este înființată Eparhia Bulgară în Exil sub autoritatea ROCOR.
- 1965 SCOBA apelează la bisericile mamă pentru a permite pași concreți spre unitatea ortodoxiei americane; la Soborul XII al Tuturor Americanilor, Ireney (Bekish) este ales să îi succeadă lui Leonty (Turchevici) ca întâistătător al Mitropoliei.
- 1966 Adormirea Mitropolitului Antony (Bashir); alegerea și hirotonirea lui Filip (Saliba) ca Mitropolit al Arhiepiscopiei Creștine Ortodoxe Siriene de New York; este înființat Colegiul Elen (Brookline, Massachusetts); adormirea lui Ioan Maximovici; adormirea lui Aftimios Ofiesh; Părintele Alexander Schmemann călătorește la Constantinopol pentru a interveni pentru Mitropolie dar este refuzat; prima înființare a OISM.
- 1967 Hirotonirea lui Teodosie (Lazor) de Sitka; Biserica Ortodoxă a Constantinopolului îi ordonă Arhiepiscopiei Grecești să suspende comuniunea cu Metropolia; Al XIII-lea Sobor al Tuturor Americanilor al Mitropoliei are loc în New York City.
- 1968 Întâlnire dintre reprezentanții Mitropoliei și ai Patriarhiei Moscovei în Upsala, Suedia, unde se discută autocefalia Mitropoliei; Sinodul Episcopilor Mitropoliei decide să înceapă oficial negocieri exploratorii cu Patriarhia Moscovei.
- 1969 Hirotonirea lui Dmitri (Royster) (considerat de mulți ca primul episcop convertit); în New York City, Tokyo și Geneva au loc întâlniri oficiale cu Patriarhia Moscovei privind autocefalia  Mitropoliei.

## Unire și divizare (1970-1994)
- 1970 Mitropolia Rusă se împacă cu Biserica Ortodoxă Rusă și primește din partea acesteia autocefalia; se ține Soborul Tuturor Americanilor#Soborul XIV al Tuturor Americanilor|Al XIV-lea Sobor al Tuturor Americanilor]]/Primul Sinod al Tuturor Americanilor acceptă Tomosul de autocefalie și stabilește numele oficial ca fiind Biserica Ortodoxă din America (OCA); Constantinopolul întrerupe toate contactele oficiale cu OCA și o declară necanonică; este dizolvat Exarhatul Rus al Americii de Nord, dar majoritatea parohiilor sale rămân sub autoritatea Patriarhiei Moscovei; este canonizat Gherman din Alaska în ceremonii separate de către ROCOR și OCA.
- 1971 ROCOR nu recunoaște acordarea autocefaliei pentru Mitropolie de către Moscova; OCA primește parohiile rebele ale ROCOR din Australia; Arhiepiscopia Albaneză este primită în OCA la Al II-lea Sinod al Tuturor Americanilor care are loc la Mănăstirea Sfântul Tihon din South Canaan, PA.
- 1972 OCA primește sub autoritatea sa Biserica Catolică Națională Mexicană, înființând astfel Exarhatul de Mexico.
- 1973 Al III-lea Sinod al Tuturor Americanilor al OCA are loc în Pittsburgh, PA.
- 1974 Al III-lea Sinod al Întregii Diaspora al ROCOR are loc în Jordanville, New York; Mitropolitul OCA Ireney (Bekish) de New York intră în semi-retragere, în timp ce îndatoririle sale sunt preluate de Arhiepiscopul Sylvester (Haruns) de Montreal.
- 1975 Schisma "Russi-Antaaki" din Biserica Antiohiană a Americii de Nord este depășită de Mitropolitul Filip (Saliba) de New York și de către Mitropolitul Michael (Shaheen) de Toledo prin unirea celor două arhiepiscopii siriene într-una singură numită Arhiepiscopia Creștină Ortodoxă Antiohiană a Americii de Nord, păstorită de Mitropolitul Filip; Al IV-lea Sinod al Tuturor Americanilor al OCA are loc în Cleveland, Ohio.
- 1976 Eparhia Bulgară în Exil a ROCOR este primită în OCA împreună cu Ierarhul Chiril (Ioncev).
- 1977 OCA ține Al V-lea Sinod al Tuturor Americanilor în Montreal, la care Theodosie (Lazor) este ales ca mitropolit, înlocuindu-l pe Ireney (Bekish), aflat în curs  de pensionare; în Rusia are loc canonizarea lui Inochentie de Alaska.
- 1978 Este înființat Satul Antiohian de către Mitropolitul Filip (Saliba).
- 1980 Al VI-lea Sinod al Tuturor Americanilor al  OCA se ține în Detroit, Michigan.
- 1981 Scaunul întâistătătorului OCA este mutat de la New York la Washington.
- 1982 Are loc schisma calendarului în Eparhia OCA de Pennsylvania răsăriteană, ROCOR primește multe parohii din acea zonă sub autoritatea ei.
- 1983 Al VII-lea Sinod al Tuturor Americanilor al OCA are loc în Philadelphia, Pennsylvania.
- 1985 Este înființat Centrul Misionar Creștin Ortodox (OCMC) ca Centru Misionar Arhiepiscopal Grec.
- 1986 Are loc Al VIII-lea Sinod al Tuturor Americanilor al OCA în Washington, D.C.
- 1987 Majoritatea parohiilor din Biserica Ortodoxă Evanghelică sunt primite în Arhiepiscopia Antiohiană de către Mitropolitul Filip (Saliba), devenind astfel Misiunea Ortodoxă Evanghelică Antiohiană (AEOM).
- 1988 Se repară schisma dintre cele două eparhii sârbe.
- 1989 În Rusia are loc canonizarea lui Tihon de Moscova; Starețul Efrem începe fondarea mănăstirilor după modelul atonit în America de Nord; are loc Al IX-lea Sinod al Tuturor Americanilor al OCA în Saint Louis, Missouri.
- 1990 Se reiau contactele dintre Constantinopol și OCA.
- 1992 Este fondată Caritatea Creștină Ortodoxă Internațională (IOCC); se ține Al X-lea Sinod al Tuturor Americanilor al OCA în Miami, Florida.

## Ligonier și după (1994-prezent)
- 1994 Are loc Sinodul din Ligonier, în Western Pennsylvania în Satul Antiohian, la care participă majoritatea ierarhilor ortodocși din America de Nord și care votează să nu mai fie folosită noțiunea de "diaspora" la adresa ortodoxiei din America și pledează pentru unitatea misiunii de creștinare; este canonizat Alexis de Wilkes-Barre de către OCA; OCMC devine agenție SCOBA și își ia numele folosit în prezent; în Rusia este canonizat John Kociurov și Alexander Hotovițchi; este canonizat Ioan Maximovici de ROCOR.
- 1995 Adormirea Episcopului Gherasim (Papadopoulos) de Abydos; Al XI-lea Sinod al Tuturor Americanilor al OCA are loc în Chicago, Illinois.
- 1996 Pensionare forțată, spun unii, a arhiepiscopului grec Iakovos (Coucouzis) de America, înlocuit de Spiridon (Papageorge); Biserica Ortodoxă Ucraineană din America devine parte componentă din Biserica Ortodoxă Ucraineană din SUA, intrând sub autoritatea Constantinopolului.
- 1997 Patriarhul Ecumenic Bartolomeu I (Archontonis) de Constantinopol vizitează Statele Unite.
- 1998 Criza Ben Lomond din parohiile antiohiene (anterior, din EOC) Sfinților Apostoli Petru și Pavel (Ben Lomond, California) are parte de mediatizare națională; numeroși membri ai  clerului sunt caterisiți și/sau excomunicați.
- 1999 Se pensionează Spiridon (Papageorge), Arhiepiscopul grec de America și este înlocuit de Demetrios (Trakatellis); Patriarhia de la Ierusalim primește sub autoritatea ei grupurile dizidente din criza Ben Lomond, inclusiv prin re-hirotonirea unor clerici excomunicați și/sau caterisiți; Al XII-lea Sinod al Tuturor Americanilor al OCA se ține în Pittsburgh, Pennsylvania.
- 2000 Canonizarea lui Rafael de Brooklyn la Mănăstirea Ortodoxă Sfântul Tihon (South Canaan, Pennsylvania) de către OCA împreună cu ierarhi antiohieni.
- 2001 A doua întâlnire a majorității ierarhilor membrii SCOBA.
- 2002 Pensionarea lui Teodosie (Lazor) și alegerea lui Gherman (Swaiko) ca Mitropolit OCA la Al XIII-lea Sinod al Tuturor Americanilor ținut în Orlando, Florida.
- 2003 Arhiepiscopia Creștină Ortodoxă Antiohiană din America de Nord primește statutul de "auto-guvernare" (similar dar nu identic cu cel de autonomie) din partea Antiohiei, înființând 9 eparhii noi în America de Nord și ridicându-i pe vicari la rangul de episcopi eparhiali; după mulți ani de inactivitate, este reînființată OISM.
- 2004 Hirotonirea în Damasc a 3 episcopi noi pentru Arhiepiscopia Antiohiană, Toma (Iosif) de Charleston și Oakland, Marcu (Maymon) de Toledo și Alexandru (Mufarrij) de Ottawa.
- 2005 Adormirea Arhiepiscopului Iakovos (Coucouzis); este hirotonit Alejo (Pacheco-Vera) de Mexico City ca episcop vicar al Exarhatului de Mexic al  OCA; eparhia OCA de New York este înglobată în Eparhia de Washington, fiind creată Eparhia de Washington și New York la Al XIV-lea Sinod al Tuturor Americanilor ținut în Toronto, Ontario, Canada.
- 2006 Are loc Al IV-lea Sinod al Întregii Diaspora al ROCOR care votează pentru reluarea comuniunii depline cu Pariarhia Moscovei; patru preoți și un diacon, îndepărtați în timpul crizei Ben Lomond din Arhiepiscopia Antiohiană, se întorc în aceasta; scandalul financiar important din OCA devine public; a treia întâlnire a majorității episcopilor SCOBA care decid să coopereze în subiectele canonice și pastorale.
- 2007 OISM își ține prima întrunire la seminarul ROCOR Seminarul Ortodox Sfânta Treime; se reia comuniunea deplină dintre ROCOR și Patriarhia Moscovei, cu înglobarea primeia ca entitate semi-autonomă în patriarhie.